# Gabriel Mercedes
Yulis Gabriel Mercedes Reyes (Monte Plata, 12 novembre 1979) è un taekwondoka dominicano.

## Palmarès

### Olimpiadi
- 1 medaglia:
  - 1 argento (Pechino 2008 nei 58 kg)

### Mondiali
- 2 medaglie:
  - 2 bronzi (Edmonton 1999 nei 54 kg; Gyeongju 2011 nei 58 kg)

### Giochi panamericani
- 3 medaglie:
  - 2 ori (Rio de Janeiro 2007 nei 58 kg; Guadalajara 2011 nei 58 kg)
  - 1 bronzo (Santo Domingo 2003 nei 58 kg)

### Giochi centramericani e caraibici
- 2 medaglie:
  - 2 ori (San Salvador 2002 nei 54 kg; Mayaguez 2010 nei 58 kg)